# Zamek Mělník
Zamek Mělník – barokowy zamek stojący na wzgórzu nad rzeką Łabą, jedna z głównych atrakcji miasta Mielnik. Jest on chroniony jako zabytek kultury Republiki Czeskiej.
Dzisiejszy zamek stoi w miejscu, gdzie w IX wieku istniała słowiańska osada. W okresie wczesnego średniowiecza, zamek został przebudowany i przeznaczony dla wdów czeskich książąt i królów.
W 1274 król Przemysł Ottokar II zmienił mielnickie podzamcze na miasto, a później Karol IV na miasto czeskich królowych. Miasto stało się także ośrodkiem winnym. Stamtąd również przywożono wino dla króla Czech.
Mielnicki zamek, pierwotnie romańsko-gotycki, pozostawał w posiadaniu korony królewskiej aż do 1542, kiedy to król Ferdynand I przekazał zamek w ręce Zdzisława Berka. Zamek został przebudowany na renesansową rezydencję. Podczas przebudowy zlikwidowano północne skrzydło z wieżą.
Po wojnie trzydziestoletniej, kiedy zamek został opuszczony, zostali zatrzymani w 1646 Černínovie z Chudenic, którzy zarządzali majątkiem Melnik pięćset lat. Następnie zamek od cesarza Leopolda I został odkupiony i w latach 1685-1686 przebudowany na swój obecny barokowy wygląd.
W 1753 mielnicki zamek przeszedł do obecnego właściciela zamku, małżeństwa Marii Ludmiły, ostatniej dziedziczki z rodu Černínów z Augustem Antonim z Lobkovic, właścicielem zamku do 1940 roku, gdy po raz pierwszy został skonfiskowany przez nazistów, a po roku 1948 znacjonalizowany przez komunistów.
W 1992 roku zamek został zwrócony w rodzinie Lobkovic i przeszedł kolejną przebudowę.